# 안상수 (인천 출신 정치인)
안상수(安相洙, 1946년 5월 28일 ~ )는 대한민국의 기업인 출신 정치인이다. 제15·19·20대 국회의원이며, 민선 3·4기 인천광역시장을 역임하였다.

## 학력
- 1959년 인천서림국민학교 졸업
- 1962년 인천중학교 졸업
- 1965년 경기고등학교 졸업
- 1972년 서울대학교 사범대학 체육교육학 학사
- 1995년 트로이 대학교 경영대학원 MBA
- 2001년 서울대학교 경영대학원 MBA

### 명예 박사 학위
- 2009년 연세대학교 명예행정학 박사

## 경력
- 동양종합금융증권 부사장
- 동양종합금융증권 감사
- 동양종합금융증권 이사
- LG유플러스 이사
- 동양선물 대표
- 동양그룹 종합조정실 사장
- 1999년 ~ 2000년: 제15대 국회의원(인천 계양구강화군갑/한나라당)
- 2002년 7월 ~ 2010년 6월: 제3·4대 인천광역시장
- 2000년: 한나라당 계양구 지구당위원장
- 2004년 3월 ~ 2010년 6월: 인천유나이티드FC 구단주
- 2010년 5월 ~ 2012년 2월: 한나라당 국책자문위원회 재정경제위원장
- 2010년 9월 ~ 2012년 4월: 대한아마튜어복싱연맹 회장
- 2010년 11월 ~ 2011년 11월: 국민통합전국시도민연합회 대표총재
- 2012년 2월: 새누리당 국책자문위원회 재정경제위원장
- 2015년 4월: 새누리당 인천시당 서구강화군을 당원협의회 운영위원장
- 2015년 4월 ~ 2016년 3월: 제19대 국회의원(인천 서구강화군을/새누리당)
- 2015년 6월 ~ 2016년 5월: 제19대 국회 예산결산특별위원회 위원
- 2015년 6월 ~ 2016년 5월: 제19대 국회 농림축산식품해양수산위원회 위원
- 2015년 7월: 새누리당 인천시당 위원장
- 2016년 3월 ~ 2016년 5월: 제19대 국회의원(인천 서구강화군을/무소속)
- 2016년 5월 ~ 2016년 6월: 제20대 국회의원(인천 중구동구강화군옹진군/무소속)
- 2016년 6월 ~ 2018년 5월: 제20대 국회 전반기 농림축산식품해양수산위원회 위원
- 2016년 6월 ~ 2018년 2월: 새누리당 → 자유한국당 전국위원회 부의장
- 2016년 6월 ~ 2017년 2월: 제20대 국회의원(인천 중구동구강화군옹진군/새누리당)
- 2017년 2월 ~ 2020년 2월: 제20대 국회의원(인천 중구동구강화군옹진군/자유한국당)
- 2017년 12월 ~ 2018년 12월: 자유한국당 민생활력혁신위원장 겸 정책위원회 부의장
- 2018년 1월 ~ 2018년 5월: 제 20대 국회 헌법개정 및 정책개혁 특별위원회 위원
- 2018년 2월 ~ 2019년 1월: 자유한국당 전국위원회 의장
- 2018년 3월 ~ 2018년 6월: 자유한국당 6.13 지방선거 공약개발단 민생활력혁식단 단장
- 2018년 6월 ~ 2018년 7월: 자유한국당 혁신비상대책위원회 준비위원회 위원장
- 2018년 7월 ~ 2019년 3월: 제20대 국회 하반기 예산결산특별위원회 위원장
- 2018년 7월 ~ 2020년 5월: 제20대 국회 후반기 행정안전위원회 위원
- 2018년 12월: 자유한국당 인천시당 중구·동구·강화군·옹진군 당협위원장
- 2019년 4월 ~ 2020년 2월: 자유한국당 인천시당위원장
- 2020년 2월 ~ 2020년 5월: 제20대 국회의원(인천 중구동구강화군옹진군/미래통합당)
- 2020년 2월 ~ 2020년 5월: 미래통합당 인천시당위원장
- 국민의힘 인천시당 동구·미추홀 을 당협위원장
- 2021년 6월 ~ : 법무법인 황앤씨 고문
- 2021년 10월 ~ 2021년 11월: 국민의힘 홍준표 제20대 대통령 선거 예비후보 jp희망캠프 공동선거대책위원장 겸 인천광역시 선거대책위원회 총괄본부장
- 2021년 12월 ~ 2022년 1월: 국민의힘 인천을 살리는 선거대책위원회 선거대책위원장단 총괄선거대책위원장
- 2022년 8월 ~ 2024년 9월: 국민의힘 인천시당 상임고문
- 2024년 3월~2024년 4월: 제22대 국회의원선거 국민의힘 인천선거대책위원회 명예공동선거대책위원장
- 2024년 9월 12일 국민의힘 탈당

## 저서
- 2001년: 《뉴욕은 블룸버그를 선택했다》(새로운 사람들, 2001년 12월 15일. ISBN 89-8120-184-6)
- 2002년: 《국제금융선물거래》(새로운 사람들, 2002년 3월 20일. ISBN 89-8120-191-9)
- 2012년: 《안상수의 혼이 담긴 인천이야기》(럭스미디어, 2012년 1월 10일. ISBN 978-8962-340-563)
- 2013년: 《아! 인천》(행복에너지, 2013년 11월 12일. ISBN 979-1156-020-165)

## 인천광역시장

### 긍정평가

#### 송도국제도시 조성
안상수는 인천시장 재임기간 동안 송도국제도시를 조성하였다. 한국에서 국고 지원 없이 민간자본으로 건설된 최초의 도시이다. 송도를 세계적인 도시로 키우겠다는 목표아래 컨벤션 센터, 국제학교, 박물관, 생태관, 문화센터, 잭 니클라우스 골프 클럽, 동북아 트레이드 타워(NEATT), 퍼스트 월드 주상복합, 센트럴 파크 등을 조성하였다. 특히 안 시장은 뉴욕주립대학교 분교를 비롯한 연세대학교, 인하대학교 등 국내외 명문대학교를 유치하였다. 그 결과 녹색기후기금(GCF) 사무국과 글로벌녹색성장연구소(GGGI) 송도사무소, 아시아태평양경제사회위원회(ESCAP)가 들어서게 되었다. 안상수가 인천시장 임기 초 2002년에 시 예산이 2조 7000억원이었는데 2009년에는 세 배인 7조 5000억원으로 불어났고, 아파트와 토지 등 시 전체 부동산 가치도 80조원에서 200조원 규모로 상승하였다.

### 부정평가

#### 인천시의 천문학적 부채 증가
그가 인천시장에 취임한 2002년 당시 인천시 본청의 부채는 약 6천억원이었으나 2010년 퇴임 당시의 부채규모가 9조원을 초과하며, 이자만 3천억원에 달해 비판을 받았다..
<인천시 부채 동향>
| 연도   | 기관명           | 부채현황    | 합계        |
| ------ | ---------------- | ----------- | ----------- |
| 2002년 | 인천시본청       | 6,462억원   | 6,462억원   |
| 2003년 | 인천시본청       | 5,993억원   | 5,993억원   |
| 2004년 | 인천시본청       | 8,026억원   | 9,406억원   |
| 2004년 | 인천도시개발공사 | 1,380억원   | 9,406억원   |
| 2005년 | 인천시본청       | 1조1195억원 | 1조5461억원 |
| 2005년 | 인천도시개발공사 | 4,266억원   | 1조5461억원 |
| 2006년 | 인천시본청       | 1조2366억원 | 2조4233억원 |
| 2006년 | 인천도시개발공사 | 1조1867억원 | 2조4233억원 |
| 2007년 | 인천시본청       | 1조4063억원 | 3조5735억원 |
| 2007년 | 인천도시개발공사 | 2조1672억원 | 3조5735억원 |
| 2008년 | 인천시본청       | 1조5431억원 | 4조4688억원 |
| 2008년 | 인천도시개발공사 | 2조9287억원 | 4조4688억원 |
| 2009년 | 인천시본청       | 2조3343억원 | 6조7952억원 |
| 2009년 | 인천도시개발공사 | 4조4069억원 | 6조7952억원 |
| 2010년 | 인천시본청       | 2조7526억원 | 9조3950억원 |
| 2010년 | 인천도시개발공사 | 6조6424억원 | 9조3950억원 |

- 2010년 당시 인천시 산하 공기업 부채(교통공사 1,602억원, 메트로 1,281억원, 관광공사 1,165억원, 시설관리공단 33억원, 환경공단 16억원)는 제외한 도표임.

#### 인천세계도시축전 파행
2010년 인천세계도시축전에 대한 감사원 감사 과정에서 드러난 사업 실적 부풀리기, 예산 낭비, 기업 특혜, 분식회계 등이 잇따라 밝혀졌으며, 특히 152억원의 적자가 발생했음에도 불구하고 회계 조작을 통해 18억원의 흑자로 둔갑시켰음이 추가로 나타났다. 일각에서는 실제 적자가 수백억원에 달한다는 분석이 있다. 이후, 대폭 수정된 사업 계획으로 인한 설계용역비 낭비, 업무진비 집행내역 허위 작성 등 5억여원에 달하는 금액을 임의로 사용한 것으로 드러났다.

#### 월미은하레일 건설 실패
800여억원이 투입된 월미은하레일 건설 당시 안전성 검사 미흡으로 인해 시운전 과정에서 추돌 사고가 발생하였고, 부실시공 논란이 터지면서 사업 기간이 연장되고 말았다. 이후 2010년 3월 26일에 개통 예정이라는 공식 발표가 있었으나 연이어 개통을 연기하였고 그 과정에서 부실 공사 의혹이 제기됨에 따라 부분적으로 재시공되었다. 하지만 2010년 임기 말, 월미은하레일 사업은 결국 전면 백지화되었다. 그런데 임기를 마친 지 얼마 지나지 않은 2012년 1월 무면허 업체가 하도급을 받아 공사를 진행하였다는 사실이 밝혀졌다.

#### 인천아시아게임 유치 비용
인천시장 재임시 야심차게 유치한 인천아시안게임의 유치 비용 1조 7천 200억원 중 1조 2천 500억원이 인천시의 부채로 넘어와 더욱 빚을 늘리는 요인이 되었다.

#### 보도자료 베껴 정책자료집 발간
2015년 12월 정부 보도자료와 연구보고서를 출처 표기없이 통째로 베껴 본인 이름으로 정책자료집 발간. 발간 비용으로 국회 예산 890만 원 청구. 취재에 막무가내식 비협조로 일관

## 같이 보기
- 인천광역시장
- 인천 계양구의 국회의원
- 인천 서구의 국회의원
- 인천 중구의 국회의원
- 인천 동구의 국회의원
- 강화군의 국회의원
- 옹진군의 국회의원
- 계양구·강화군 갑
- 서구·강화군 을
- 중구·동구·강화군·옹진군

## 역대 선거 결과
|  | 26.93% |

|  | 34.26% |

|  | 54.90% |

|  | 44.41% |

|  | 56.17% |

|  | 61.93% |

|  | 44.38% |

|  | 54.11% |

|  | 31.87% |

|  | 15.57% |

|  | 6.25% |

## 소속 정당
| 소속 정당 | 소속 정당  | 소속 기간 | 비고      |
| --------- | ---------- | --------- | --------- |
|           | 신한국당   | 1996~1997 | 정계 입문 |
|           | 한나라당   | 1997~2012 | 합당      |
|           | 새누리당   | 2012~2016 | 당명 변경 |
|           | 무소속     | 2016      | 탈당      |
|           | 새누리당   | 2016~2017 | 복당      |
|           | 자유한국당 | 2017~2020 | 당명 변경 |
|           | 미래통합당 | 2020      | 합당      |
|           | 국민의힘   | 2020~2024 | 당명 변경 |
|           | 무소속     | 2024~현재 | 탈당      |